# Церковь Святого Германа Осерского (Дурдан)
Церковь Святого Германа Осерского (фр. Église Saint-Germain l'Auxerrois) — католическая приходская церковь, посвященная епископу Герману Осерскому, расположенная во французской коммуне Дурдан (департамент Эсон).

## Расположение
Церковь Святого Германа Осерского расположена в центре города Дурдан, напротив средневекового замка, с правой стороны площади Генерала де Голля, на которой находится большой рыночный зал. Церковь возвышается над левым берегом реки Орж.

## История
Первая церковь была основана в VII веке Бертрадой Лаонской, матерью Карла Великого.
Строительство церкви началось в 1150 году под руководством каноников Сен-Шерона и было завершено в XII веке. В 1428 году, во время Столетней войны, отряд графа Солсбери серьёзно повредил верхние части церкви, которые не реставрировались до конца XV века. Во время религиозных войн церковь вновь была повреждена гугенотами, которые сожгли крышу, разбили витражи, переплавили колокола, чтобы сделать пушечные ядра.
В 1641 году при реставрации были добавлены асимметричные шпили. В 1648 году Анна Австрийская даровала церкви главный алтарь с четырьмя колоннами часовни Богородицы. Затем, в 1689 году, была построена часовня Богородицы, которая увеличила длину здания на четырнадцать метров.
Вновь разорённая Французской революцией, церковь была преобразована в «Храм победоносного разума», а затем в тюрьму, коей оставалась до 1795 года.
В XIX веке почти разрушенная церковь была восстановлена менее чем за 10 лет, благодаря стараниям аббата Жерара и пожертвованиям прихожан.
26 октября 1967 года церкви был официально присвоен государственный статус исторического памятника.

## Описание

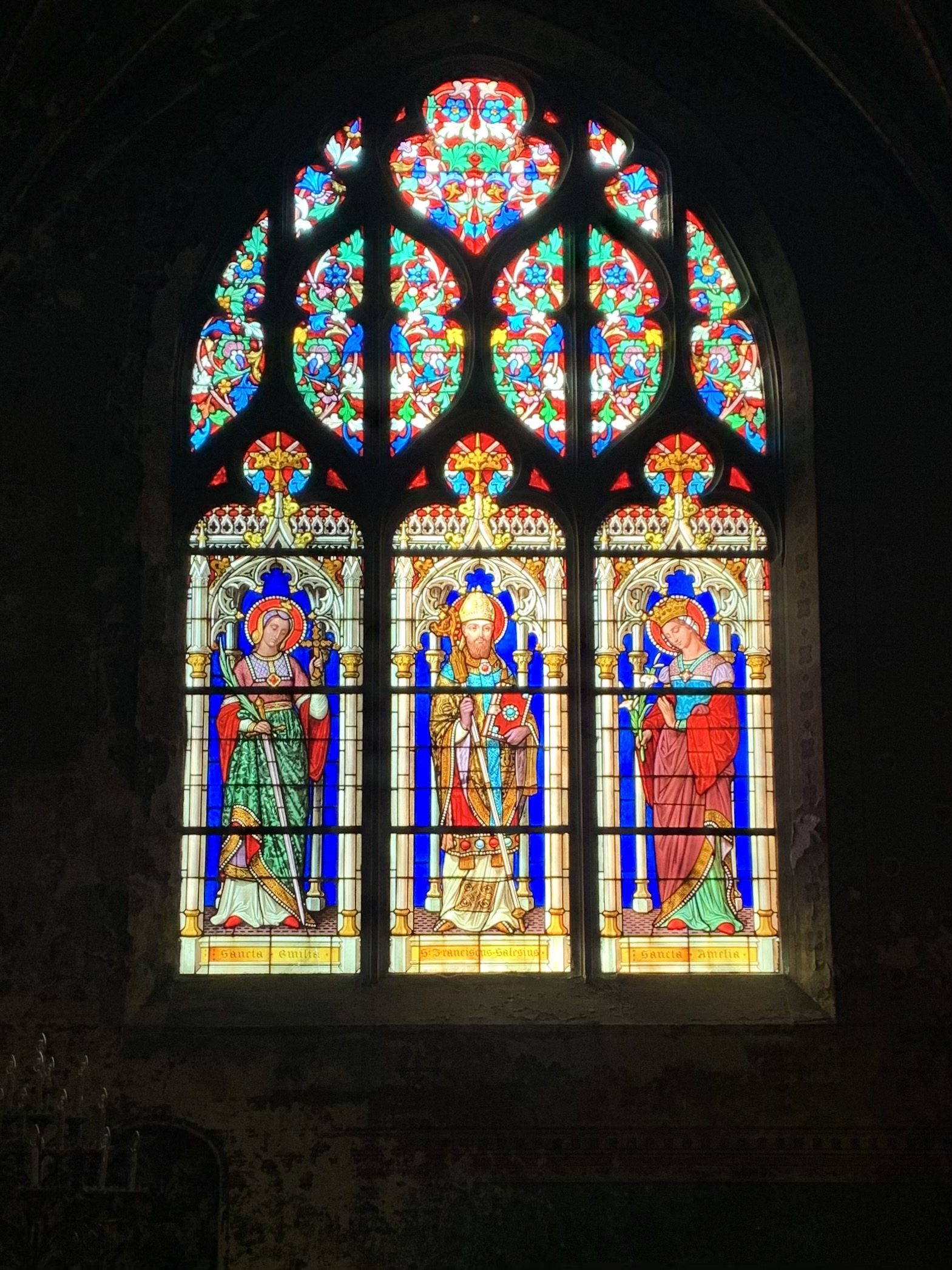
Витраж в церкви Святого Германа Осерского

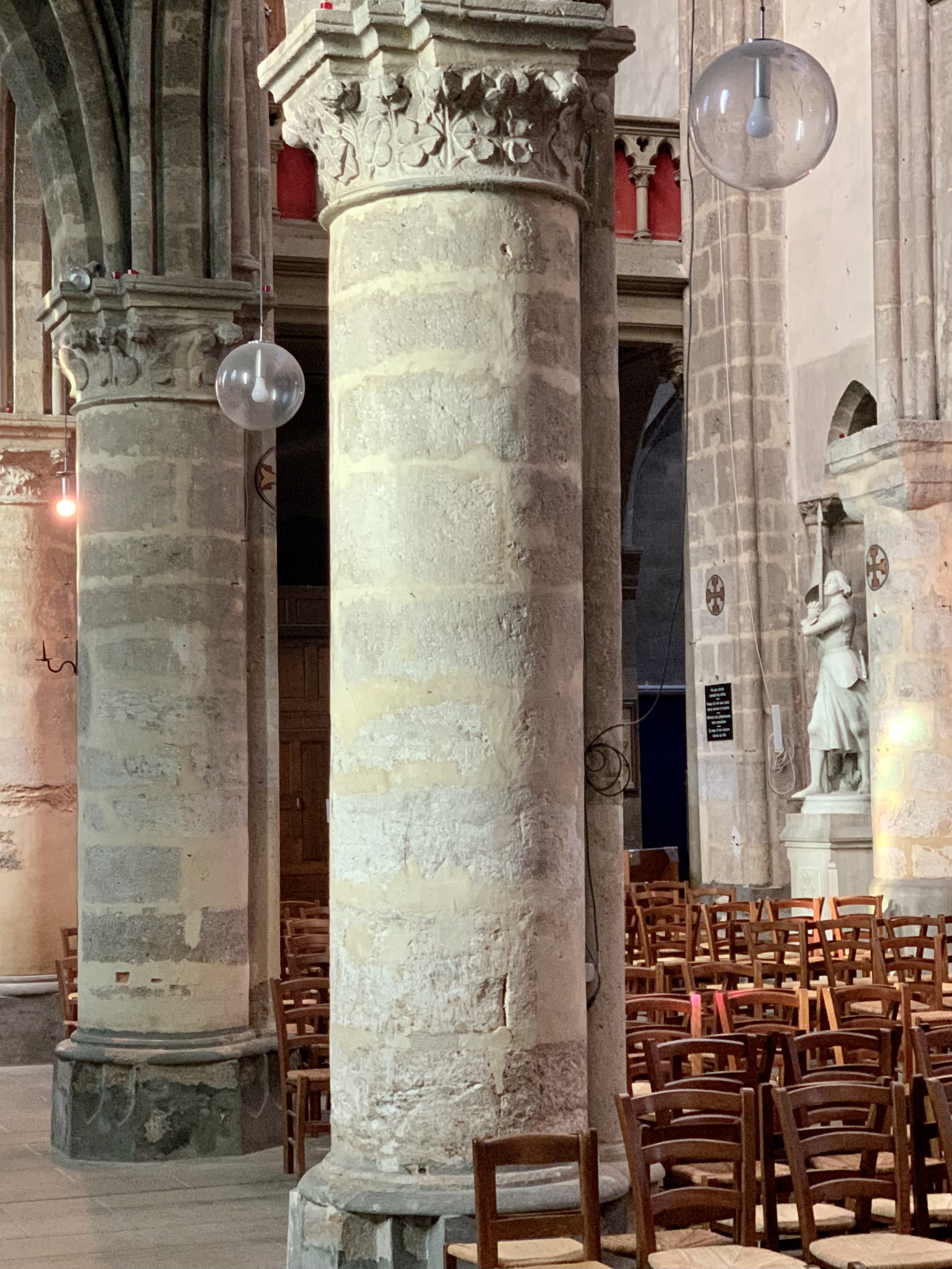
Интерьер церкви Святого Германа Осерского. На заднем плане — статуя Жанны д’Арк

Длина церкви пятьдесят метров, ширина восемнадцать метров, высота северного шпиля пятьдесят метров.
Внутри церкви можно увидеть надгробную плиту, украшенную изображением Гийома де Шатийонвиля, которая во время Великой французской революции служила мостом, перекинутым через ров. Плита вернулась в церковь после того, как её забрал и принес обратно местный житель. Каждый год 9 июня в церкви выставляются мощи святого Фелициана в раке из стекла и драгоценного металла, подаренные великой герцогиней Тосканы Маргаритой-Луизой Орлеанской в 1695 году. Церковь украшают портреты священников, начиная со времен Французской революции.
В церкви находится орган, построенный в 1870 году Гояденом. Первый бронзовый колокол был отлит в 1599 году, второй, именованный Жермен, был отлит из бронзы в 1778 году. Сундук в ризнице датирован 1733 годом.